# Sphecodes almoransis
Sphecodes almoransis (лат.) — вид одиночных пчёл из рода Sphecodes (триба Halictini, семейство Halictidae).

## Распространение
Гималаи, Almora, Uttarakhand, Индия.

## Описание
Длина тела самок 4 мм (самцы неизвестны). Отличаются полностью чёрными ногами; голова сильно поперечная (в 1,3 раза шире длины); пронотум между боковой и верхней поверхностями с острым углом; тергиты полностью красные. Общая окраска головы и груди чёрная. Слабоопушенные насекомые, тело почти голое.  Самки: лабрум с широким апикальным выступом без продольного валика; метабазитибиальная пластинка отсутствует; задние голени без корзиночки. Клептопаразиты других видов пчёл.